# المفرجية
قرية المفرجية هي إحدى القرى التابعة لمركز قوص في محافظة قنا في جمهورية مصر العربية. حسب إحصاءات سنة 2006، بلغ إجمالي السكان في المفرجية 8700 نسمة، منهم 4096 رجل و4604 امرأة.